# يوكو ساتو
يوكو ساتو (佐藤ゆうこ ساتو يوكو) هي مؤدية أصوات يابانية ولدت في 25 ديسمبر.

## أدوارها في الأنمي

### مسلسلات أنمي تلفزيونية
- شامان كينج - يو أساكورا
- خيميائي الفولاذ - لاست
- البدلة المتنقلة جاندام سيد - جوري وو نيين
- أويدو روكيت - والدة غنزو
- غاد غارد - تاكومي
- غينتاما - أوريو
- نشأة الآليين - غادة
- ذا سول تيكر - ساناي

## أدوارها في ألعاب الفيديو
- تيلز أوف ليجنديا - ميلاني
- مغامرة جوجو الغريبة: أول ستار باتل - هاياتو كاواجيري
- البدلة المتنقلة جاندام سيد: باتل ديستني - جوري وو نيين

## أدوارها في الدبلجة اليابانية
- مختبر دكستر - كومبيوتر, العميلة هونيديو
- دامو ستحيل - شهيرة
- سوبرمان - لويس لين

## وصلات خارجية
- يوكو ساتو على موقع IMDb (الإنجليزية)
- يوكو ساتو على موقع ميوزك برينز (الإنجليزية)
- يوكو ساتو على موقع قاعدة بيانات الفيلم (الإنجليزية)
- يوكو ساتو على موقع ANN person (الإنجليزية)